# Триртутьскандий
Триртутьскандий — бинарное неорганическое соединение
скандия и ртути
с формулой ScHg3,
кристаллы.

## Получение
- Сплавление стехиометрических количеств чистых веществ в инертной атмосфере:

{\displaystyle {\mathsf {Sc+3Hg\ {\xrightarrow {450^{o}C}}\ ScHg_{3}}}}

## Физические свойства
Триртутьскандий образует кристаллы
гексагональной сингонии,
пространственная группа P 63/mmc,
параметры ячейки a = 0,6368 нм, c = 0,4761 нм, Z = 2,
структура типа кадмийтримагния Mg3Cd
.
Соединение образуется по перитектической реакции при температуре 450 °C .